# Katrin Cruschwitz
Katrin Cruschwitz, auch in der Schreibweise Katrin Kruschwitz (* 1973) ist eine frühere deutsche Biathletin, Skilangläuferin sowie aktuelle Langstrecken- und Bergläuferin.
Katrin Cruschwitz lebt in Aschau, startet für den PTSV Rosenheim zuvor für die SG Katek Grassau und als Biathletin und Skilangläuferin für den WSV Aschau. Zu Beginn der 1990er Jahre gehörte sie dem deutschen Nationalkader im Biathlon an. In der Saison 1990/91 wurde sie im Europacup hinter Petra Bauer und vor Sylvia Kaden Zweite der Gesamtwertung. 1992 gewann sie in Canmore bei den Junioren-Weltmeisterschaften vor Nathalie Santer und Maria Schylander den Titel im Sprint. Auch im Skilanglauf konnte sie Erfolge erreichen, wurde beispielsweise 1996 bayerische Vizemeisterin im Langlauf sowie Meisterin mit der Frauenstaffel. 1999 erlitt sie einen Schlaganfall. Während der Rehabilitation profitierte sie von ihren sportlichen Errungenschaften. Sie wurde Langstrecken- und Bergläuferin.

## Belege
1. ↑  Ehrentafel des WSV Aschau (Seite nicht mehr abrufbar, festgestellt im April 2019. Suche in Webarchiven)

| Personendaten    | Personendaten                                                        |
| ---------------- | -------------------------------------------------------------------- |
| NAME             | Cruschwitz, Katrin                                                   |
| ALTERNATIVNAMEN  | Kruschwitz, Katrin                                                   |
| KURZBESCHREIBUNG | deutsche Biathletin, Skilangläuferin, Langstrecken- und Bergläuferin |
| GEBURTSDATUM     | 1973                                                                 |